# كينيث هير
كينيث هير هو جغرافي كندي، ولد في 5 فبراير 1919 في ويلتشاير في المملكة المتحدة، وتوفي في 3 سبتمبر 2002 في أوكفيل في كندا.